# ヴィシュハーフェン
ヴィシュハーフェン（ドイツ語: Wischhafen、低地ドイツ語: Wischhoben）は、ドイツ連邦共和国ニーダーザクセン州のシュターデ郡に属す町村（以下、本項では便宜上「町」と記述する）で、ザムトゲマインデ・ノルトケーディンゲンを構成する自治体の一つである。

## 地理
この町はケーディンゲン地方に位置し、東から北にかけてはエルベ川を臨む。南東はドロホターゼンと境を接する。南はオーステン（クックスハーフェン郡）、北西にはエーダークヴァルトとフライブルク/エルベが位置している。

### 自治体の構成
自治体としてのヴィシュハーフェンはハーメルヴェルデン、ヴィシュハーフェン、ノイラント、ヴォルフスブーヒャーモーア、ノイランダーモーア、ハーメルヴェルデナーモーアの各地区から成りデーザモーアの一部を含む。

## 歴史
考古学調査研究によれば、ケーディンガー湿地には紀元前4世紀頃から入植が始まった。当時のケーディンゲン一帯は細い水路で隔てられたいくつかの小島であった。
ケーディンゲンが初めて記録されたのは、ローマ帝国時代のタキトゥスとプリニウスの歴史書簡である。
ケーディンゲンは16世紀初めまでは自治独立を保っていた。この頃にブレーメン大司教クリストフが、その綿密に組織された経済行政機構の支配下にこの地方を編入することに成功したのである。
バリエ、クルンメンダイヒ、エーダークヴァルト、ヴィシュハーフェンおよびフライブルク/エルベは、1970年12月28日にそれまで推進してきた単一自治体への合併を断念し、ザムトゲマインデとしての統合を決定した。これにより、1971年1月1日に成立したザムトゲマインデ・ノルトケーディンゲンを構成する上記5町村は、個別の町村としての独立性を維持している。
ヴィシュハーフェンは、2008年にニーダーザクセン州の村落刷新プログラムに組み込まれた。これに伴う多くのプロジェクトがある。

## 行政

### 議会
この町の議会は15議席からなる。

### 首長
町長は、ベルント・ティーチェ (CDU) である。

### 紋章
銀地に緑の山、その麓を銀の波帯が貫いている。山の上には狼の罠が3つ描かれている。
緑の山は、この町の最も古い入植地キルヒェンヴァルトとアルテンドルフを表している。波帯はドレーヴェス家の紋章に由来し、エルベ川に面するこの町にとって航行が重要であることを象徴したものである。狼の罠は、ヴォルフスブルーフ（直訳すると「狼沼」）で、ケーディンゲン地方最後の狼が捕獲されたことを示している。
この紋章は1948年8月5日にニーダーザクセン州内務省の認可を得て、公式に発効された。

## 文化と見所

### 博物館
1995年、ヴィシュハーフェンに沿岸航行博物館が設けられた。中心となる展示物は博物館船「イーリス＝イェルク号」（旧沿岸動力船）である。

### スポーツ
ヴィシュハーフェンには、体操、テニス、卓球、サッカーなどのクラブがある。サッカーについてはドロホターゼンのドルンブッシュ地区と共同のFCヴィシュハーフェン/ドルンブッシュが2000年に設立された。このクラブの男子第1チームは現在、シュターデ郡のクライスリーガでプレイしている。この他にバレーボールや陸上競技といった種目もある。

### 観光
ヴィシュハーフェンは、ドイツ・フェリー街道沿いに位置している。

## 経済と社会資本

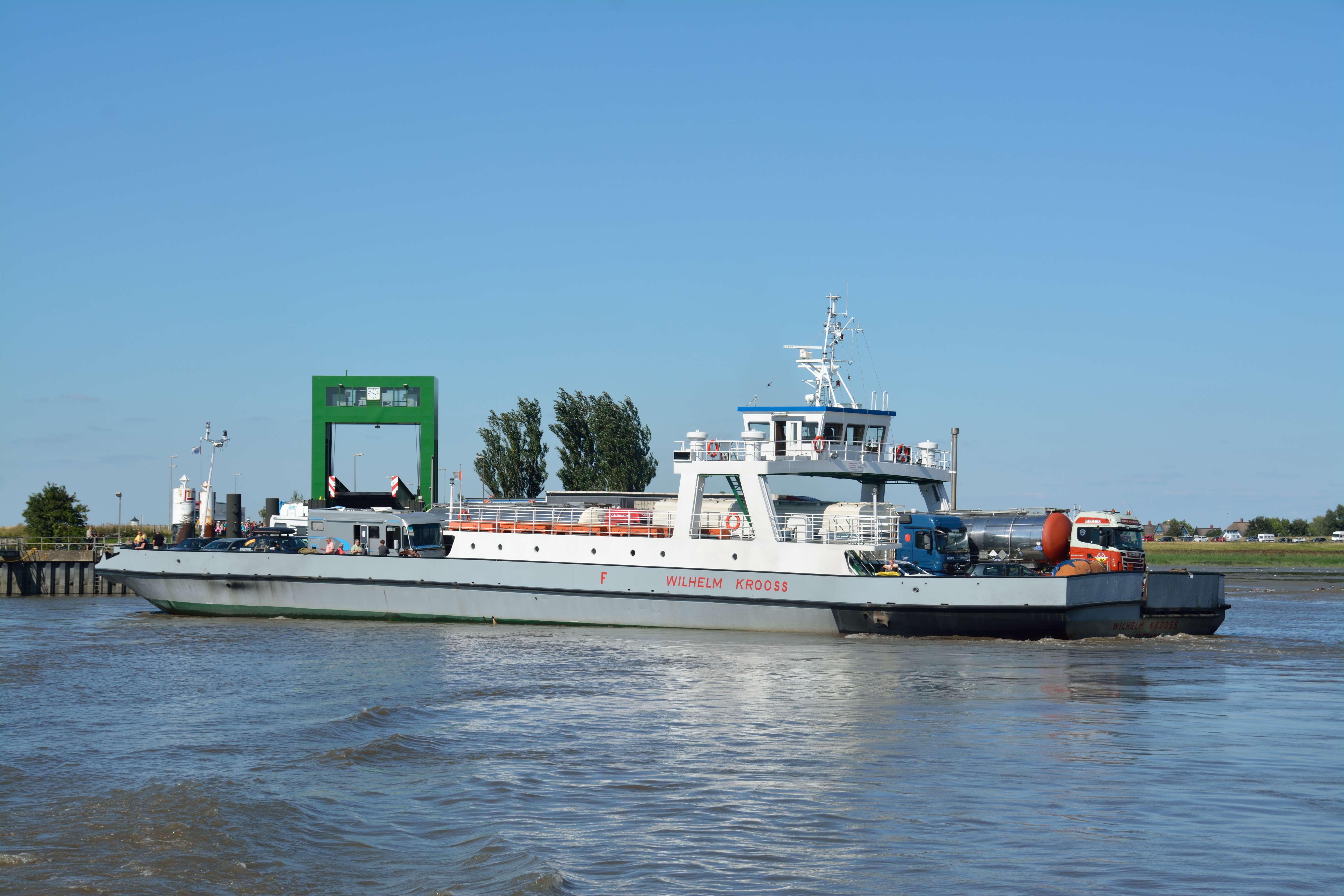
エルベフェリー

### 交通
ヴィシュハーフェンとシュレースヴィヒ＝ホルシュタイン州グリュックシュタットとの間にはエルベ川を渡るフェリー便がある。発着所は洪水防止堰の北東にある。このフェリー港から連邦道B495号線が西方向にオーステンへ延びており、ヘムモーア付近でB73号線に接続している。州道111号線は南のドロホターゼンから来て、一部B495号線と共用しつつ北のフライブルク/エルベへと抜けて行く。
ヴィシュハーフェンをシュターデおよびイッツヴェルデンと結んでいた狭軌鉄道ケーディンガー・クライスバーンは1936年に廃線となり撤去された。その経路であったシュターデ - ドロホターゼン - ヴィシュハーフェン - フライブルク/エルベ - イッツヴェルデン間にはシュターデ自動車輸送GmbH & Co. KG が運営する乗り合いバスが運行しており、ハンブルク交通連盟に加盟している。

### 企業
ヴィシュハーフェンは、ゴミ処理・リサイクル企業のカール・マイヤーAGの本部所在地である。これに次いで2番目に大きな雇用主はゲルハルト・ローデ配管GmbH & Co. KG の支店である。これらの他にベルンハルト建設ケーディンゲンやエルベフェリー・グリュックシュタット＝ヴィシュハーフェンが主な雇用主である。この他にいくつかの中小企業もある。

### 公的機関
- ケーディンゲン観光協会

### 教育
- 基礎課程学校 1校

## 引用
1. ↑  Landesamt für Statistik Niedersachsen, LSN-Online Regionaldatenbank, Tabelle A100001G: Fortschreibung des Bevölkerungsstandes, Stand 31. Dezember 2023
2. ↑  www.nordkehdingen.de
3. ↑  村落刷新プログラム